# Diecezja Nocera Inferiore-Sarno
Diecezja Nocera Inferiore-Sarno (łac. Dioecesis Nucerina Paganorum-Sarnensis) diecezja Kościoła rzymskokatolickiego we Włoszech, w metropolii Salerno-Campagna-Acerno, w regionie kościelnym Kampania.
Została erygowana w III wieku.